# Musa Karli
Musa Karli (* 27. Januar 1990 in Delmenhorst) ist ein deutscher Fußballspieler.

## Karriere
Musa Karli kam nach den Jugendabteilungen bei Werder Bremen und dem VfL Osnabrück in der Regionalliga Nord beim SV Wilhelmshaven unter, wo er über drei Saisons hinweg 92-mal auf dem Platz stand.
Zur Saison 2012/13 wechselte Karli dann in die 3. Liga zum SV Darmstadt 98, wo er am 29. August 2012 sein erstes Drittligaspiel bestritt, als er in der Partie gegen den SV Wehen Wiesbaden in der 89. Minute eingewechselt wurde. Karlis Vertrag bei den „Lilien“ wurde nach Abschluss der Saison nicht verlängert.
Im Juli 2013 unterschrieb er einen Einjahresvertrag beim Regionalligisten VfB Oldenburg, wo er nur sporadisch als Einwechselspieler zum Zuge kam. 2014 wechselte Musa Karli zurück zu seinem inzwischen neu gegründeten Jugendverein SV Atlas Delmenhorst in die Bezirksliga. Nach 18 Toren in der Saison 2014/15 erzielte er in seinem zweiten Jahr 15 Tore und stieg mit Atlas in die Landesliga auf. In der Saison 2016/17 gelang der Mannschaft als Landesligameister der Durchmarsch in die Oberliga Niedersachsen, Karli hatte elf Tore dazu beigetragen.